# Chapelle Sainte-Thérèse-de-l'Enfant-Jésus et de la Sainte-Face
La Chapelle Sainte-Thérèse-de-l'enfant-Jésus et de la Sainte-Face  est située à Hem dans le Nord de la France. Elle contient des vitraux d'Alfred Manessier. Inscrite dans le mouvement de reconstruction des années 1950, elle résulte du projet de Philippe Leclercq, industriel du textile, de financer la construction d'une chapelle à proximité de sa résidence, dans le quartier ouvrier d'Hempenpont.

## Architecture
La chapelle a été dessinée par l'architecte suisse Hermann Baur (école de Le Corbusier), et regroupe de nombreuses œuvres d'art moderne.
Elle s'intègre dans une ancienne cour de ferme flamande qui forme un béguinage. Sa forme rappelle une grange, une crèche. La chapelle est précédée de son campanile, un peu en retrait du parvis surmonté d'un auvent décoré d'une mosaïque. Sa réalisation témoigne de la recherche d'une véritable synthèse des arts, Alfred Manessier et Hermann Baur se trouvant associés dès la conception du projet, fin 1954. Le sculpteur Eugène Dodeigne et le mosaïste et verrier Jean Barillet participent également au projet.
Construite à partir de 1956, elle fut consacrée en 1958 par le cardinal Achille Liénart, évêque de Lille.
Une particularité intéressante est que l'autel permet la célébration traditionnelle (dos à l'assemblée) et selon le rite renouvelé par Vatican II face à l'assemblée alors que la construction est antérieure à Vatican II : les concepteurs avaient anticipé le changement liturgique.
La chapelle (campanile et décor intérieur) fait l’objet d’une inscription au titre des monuments historiques depuis le 14 février 1995. Elle représente un magnifique témoignage de l'art contemporain religieux, propre à la méditation et la prière.

## Les vitraux
La chapelle contient deux murs de vitraux réalisés par Alfred Manessier.
Ils symbolisent la vie de sainte Thérèse de l'enfant Jésus. Le mur de vitrail ouest, appelé arbre de vie, reprend de manière stylisée les platanes taillés en espalier à l'extérieur de la chapelle. 
Les couleurs utilisées rappellent la vie de la sainte : 
- Le rouge pour la souffrance
- Le violet pour la spiritualité
- Le jaune et blanc pour la lumière
- Le bleu pour la vie.

## Œuvres de la chapelle
La chapelle abrite une tapisserie représentant la Sainte Face d'après un carton de Georges Rouault tissée par Plasse Le Caisne dans les ateliers d'Aubusson.
La statue de sainte Thérèse, l'autel, le tabernacle et la croix de fer forgé, ainsi que les fonts baptismaux, ont été réalisés par le sculpteur Eugène Dodeigne.
La chapelle a servi de décor à une scène du film La Vie rêvée des anges.